# حوزه انتخابیه بیست‌ویکم تگزاس
حوزه انتخابیه بیست‌ویکم تگزاس یک حوزه انتخابیه مجلس نمایندگان آمریکا است که در ایالت تگزاس قرار دارد.